# Bryum donianum
Bryum donianum är en bladmossart som beskrevs av Greville 1827. Bryum donianum ingår i släktet bryummossor, och familjen Bryaceae. Inga underarter finns listade i Catalogue of Life.